# スペースX Crew-8
スペースX Crew-8はクルードラゴン宇宙船による、NASA商業乗員飛行としては8回目、有人軌道飛行としては13回目の飛行。このミッションは2024年3月4日に打ち上げられた。
Crew-8ミッションでは4名の乗組員を国際宇宙ステーション（ISS）に輸送する。3名のNASAの宇宙飛行士マシュー・ドミニク、マイケル・バラット、ジャネット・エップスと1名のロスコスモスの宇宙飛行士アレクサンダー・グレベンキンがこのミッションに割り当てられた。ジャネット・エップスは以前はボーイング・スターライナーのミッションに割り当てられていた。
Crew-8ミッションは、ボーイング有人飛行試験がミッション中に遭遇した問題に対応するために延長された。クルーは、2024年9月29日のCrew-9のドッキング以前に緊急事態が発生した場合に備えて、2名の宇宙飛行士を追加して収容できるようにCrew-8のカプセルを用意した。

## クルー

### 正クルー
| 地位                        | 宇宙飛行士                                                                     | 宇宙飛行士                                                                     |
| --------------------------- | ------------------------------------------------------------------------------ | ------------------------------------------------------------------------------ |
| 船長                        | マシュー・ドミニク, NASA 第70 / 71次長期滞在 1回目の宇宙飛行                   | マシュー・ドミニク, NASA 第70 / 71次長期滞在 1回目の宇宙飛行                   |
| 操縦士                      | マイケル・バラット, NASA 第70 / 71次長期滞在 3回目の宇宙飛行                   | マイケル・バラット, NASA 第70 / 71次長期滞在 3回目の宇宙飛行                   |
| 第1ミッションスペシャリスト | ジャネット・エップス, NASA 第70 / 71次長期滞在 1回目の宇宙飛行                 | ジャネット・エップス, NASA 第70 / 71次長期滞在 1回目の宇宙飛行                 |
| 第2ミッションスペシャリスト | アレクサンダー・グレベンキン, ロスコスモス 第70 / 71次長期滞在 1回目の宇宙飛行 | アレクサンダー・グレベンキン, ロスコスモス 第70 / 71次長期滞在 1回目の宇宙飛行 |

### 予備クルー
| 地位                        | 宇宙飛行士                                            | 宇宙飛行士                                            |
| --------------------------- | ----------------------------------------------------- | ----------------------------------------------------- |
| 船長                        | ジーナ・カードマン, NASA 1回目の宇宙飛行              | ジーナ・カードマン, NASA 1回目の宇宙飛行              |
| 操縦士                      | ニック・ヘイグ, NASA 3回目の宇宙飛行                  | ニック・ヘイグ, NASA 3回目の宇宙飛行                  |
| 第1ミッションスペシャリスト | ステファニー・ウィルソン, NASA 4回目の宇宙飛行        | ステファニー・ウィルソン, NASA 4回目の宇宙飛行        |
| 第2ミッションスペシャリスト | アレクサンドル・ゴルブノフ, Roscosmos 1回目の宇宙飛行 | アレクサンドル・ゴルブノフ, Roscosmos 1回目の宇宙飛行 |

## ミッション
Crew-8はスペースXが商業乗員輸送計画で運用する8回目のミッションであるとともに、クルードラゴン宇宙船での13回目の完全な有人軌道飛行だった。このミッションは2024年3月4日 03:53:38 UTC（打ち上げ場所の現地時間では東部夏時間3月3日午後10:53:38）に打ち上げられた。スペースXは、このクルードラゴンの打ち上げで50人目の宇宙飛行士を送り出した。
前日の最初の打ち上げの試みは、飛行経路の沖合で風が強くなったためにT−03:25:38に中止された
。

### 打ち上げの試み
注：時刻は射場現地時間（東部夏時間）
| 回目 | 時刻                   | 結果 | 再準備期間    | 理由   | 決定時間                             | 好天確率 (%) | 補足 |
| ---- | ---------------------- | ---- | ------------- | ------ | ------------------------------------ | ------------ | ---- |
| 1    | 2024年3月3日4:16:00 am | 延期 | ---           | 上昇風 | 2024年3月3日12:51:00 am(-03:25:38前) | 40           |      |
| 2    | 2024年3月4日3:53:00 am | 成功 | 0日23時間37分 |        |                                      | 75           |      |

### 再配置
ボーイング有人飛行試験の一環として、2024年6月6日にハーモニー・モジュールの前方側ポートにドッキングするボーイング・スターライナーのために、クルーは2024年5月2日にクルードラゴン・エンデバーをハーモニーの天頂側ポートに移動させ、13:46 UTCに再ドッキングさせた。スターライナー・カリプソは2024年6月5日に無事打ち上げられ、6月6日にハーモニーの前方側ポートにドッキングした。

### スターライナーCFTの援助

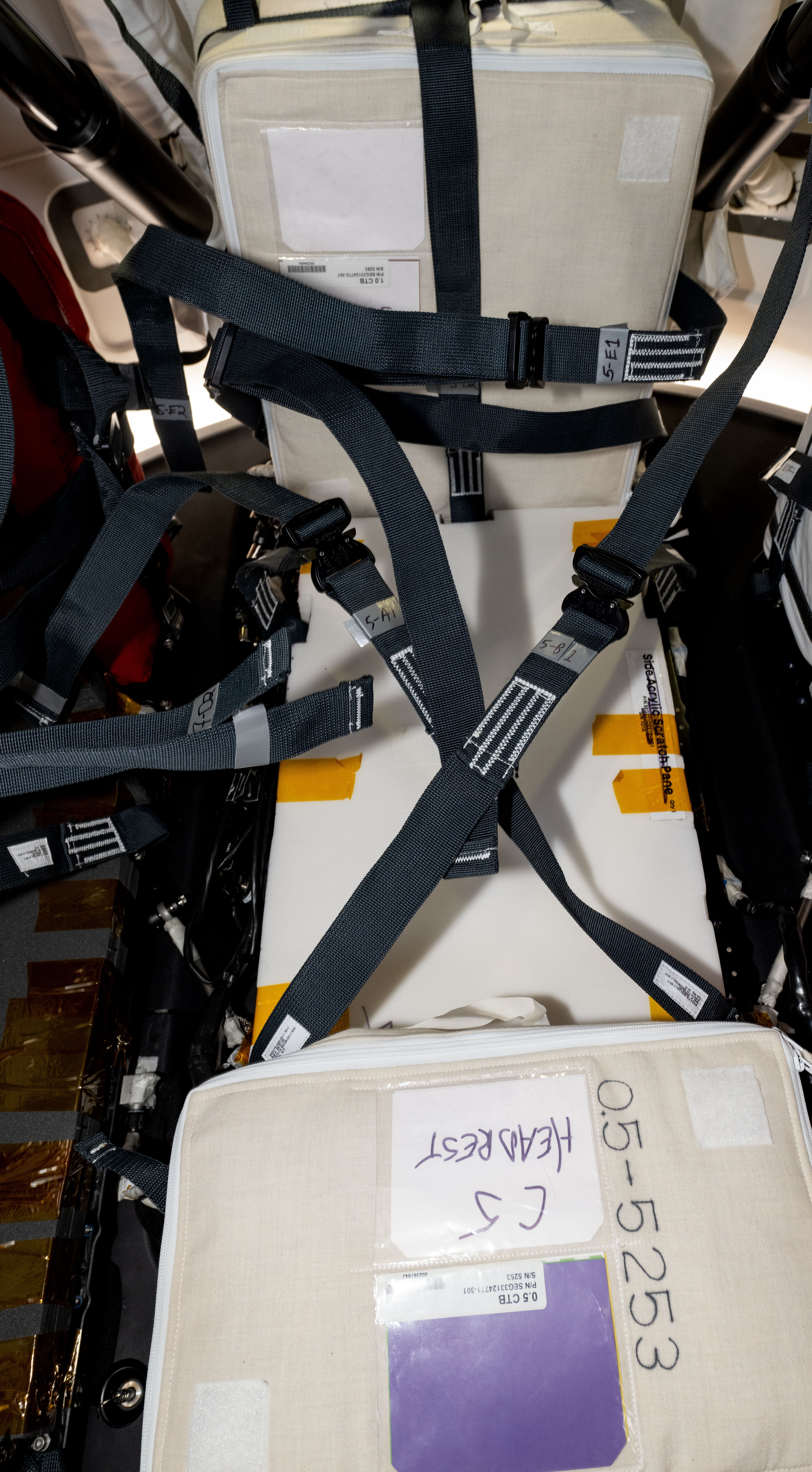
フォームプラスチック、ストラップおよびクッションなどのステーションのその他の柔らかい物品で構成されてクルードラゴンに設置された一時的な座席

ボーイング有人飛行試験のミッションは、スラスターの異常を経験したのちに2024年6月6日にISSにドッキングした。NASAとボーイングが問題を評価する間、CFTの2名のクルーはISSへの滞在を延長した。NASAはスターライナーで乗組員を地球に帰還させるには不確実性が高すぎると判断し、Crew-9ミッションを本来の4名ではなく2名のクルーとともにISSに送り、スターライナーのクルーは2025年2月にCrew-9とともに地球に帰還することになり、一方、スターライナー宇宙船はISSから切り離されて2024年9月に無人での地球帰還に成功した。　これは、ISSにドラゴンとスターライナーで使用しているIDSSポートが2基しかないために必要な処置だった。しかしながら、ISSのクルーはそれぞれISSの緊急事態に備えて非常用「救命ボート」を必要としており、スターライナーが無人のままドッキング解除されるとスターライナーのクルーは救命ボートなしでISSに残されることになる。そこで、NASAはスターライナーがドッキング解除してからCrew-9がドッキングするまでの間の救命ボート機能を提供するために、Crew-8カプセルの貨物エリアに追加の座席を設置するようにクルーに指示した。Crew-9が到着するまで、クルーは臨時の緊急避難宇宙船であるスペースX Crew-8に移動し、その後Crew-9に移動した。

### ミッション期間
Crew-8は、当初は通常の180日間のミッションののちに8月前半に地球に帰還する予定だったが、数度にわたってミッションが延長された。当初はNASAがCFTの状況を調査していたため延長され、ボーイングがスターライナーを無人帰還のために再構成する作業を行う間、救命ボートの機能を提供するために再度延長された。Crew-9到着後の重複期間は通常よりわずかに長く、スターライナーの宇宙飛行士がCerw-9に移動した際にCrew-8とCrew-9を再構成する時間を確保した。しかし、Crew-8の帰還はハリケーン・ミルトンと他のいくつかの嵐によって引き起こされたフロリダ周辺の着水地帯の悪天候のため、さらに数週間遅れた。遅延が積み重なった結果、Crew-8 はドラゴン史上最長のミッションとなった。

### 帰還
Crew-8は、2024年10月23日 21:05 UTCにISSからドッキング解除した。3,760周の軌道周回を完了し、およそ100 million miles (160 million kilometers)を移動したのちに、エンデバーは地球の大気圏への再突入を開始し、2024年10月25日 07:29:02 UTC（現地時間東部夏時間午前3:29:02）にフロリダ州ペンサコーラ近くのメキシコ湾に着水した。カプセルは回収船MVミーガンに引き上げられた。クルーは、宇宙船から降りたのちに健康評価のためにミーガン船上の医療施設に送り込まれた。検査の後で、NASAはさらに評価するためにクルーをヘリコプターでアセンション・セイクリッド・ハート・ペンサコーラ病院へと移送した。宇宙飛行士1名が入院したが、NASAは当該人物の容態や身元を明らかにすることを拒否した。NASAは、突入と着水は正常であり、クルーと宇宙船の回収は問題なく行われたと述べた。宇宙飛行士は翌日に退院し、「健康状態は良好」だと言われている。

## ギャラリー
スペースX Crew-8
- ニール・アームストロング・オペレーション・アンド・チェックアウト・ビルディングの前のCrew-8の宇宙飛行士
- LC-39Aでファルコン9ロケットの上に載せられたクルードラゴン エンデバー
- ISSに接近するクルードラゴン エンデバー
- ドッキング直後のISSに搭乗したスペースX Crew-8および第70次長期滞在クルー
- スペースXの技術者が、メキシコ湾に着水した直後にクルードラゴン・エンデバーにストラップを取り付けている
- 着水直後にクルードラゴン・エンデバーに乗ったまま、MVミーガンに乗せられたスペースX Crew-8の宇宙飛行士たち